# Ville-le-Marclet
Ville-le-Marclet is een gemeente in het Franse departement Somme (regio Hauts-de-France) en telt 479 inwoners (2004). De plaats maakt deel uit van het arrondissement Amiens.

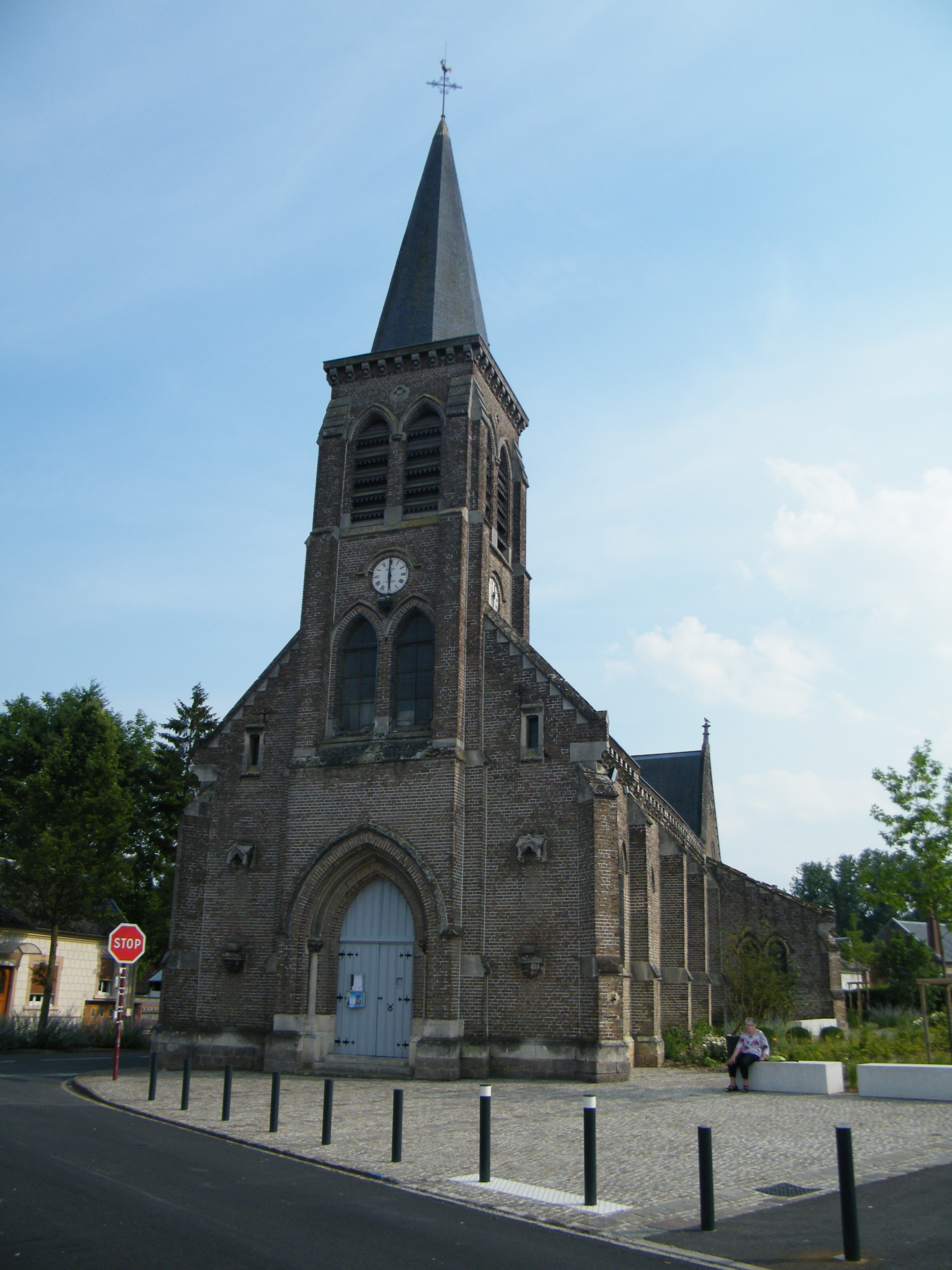
Kerk in Ville-le-Marclet
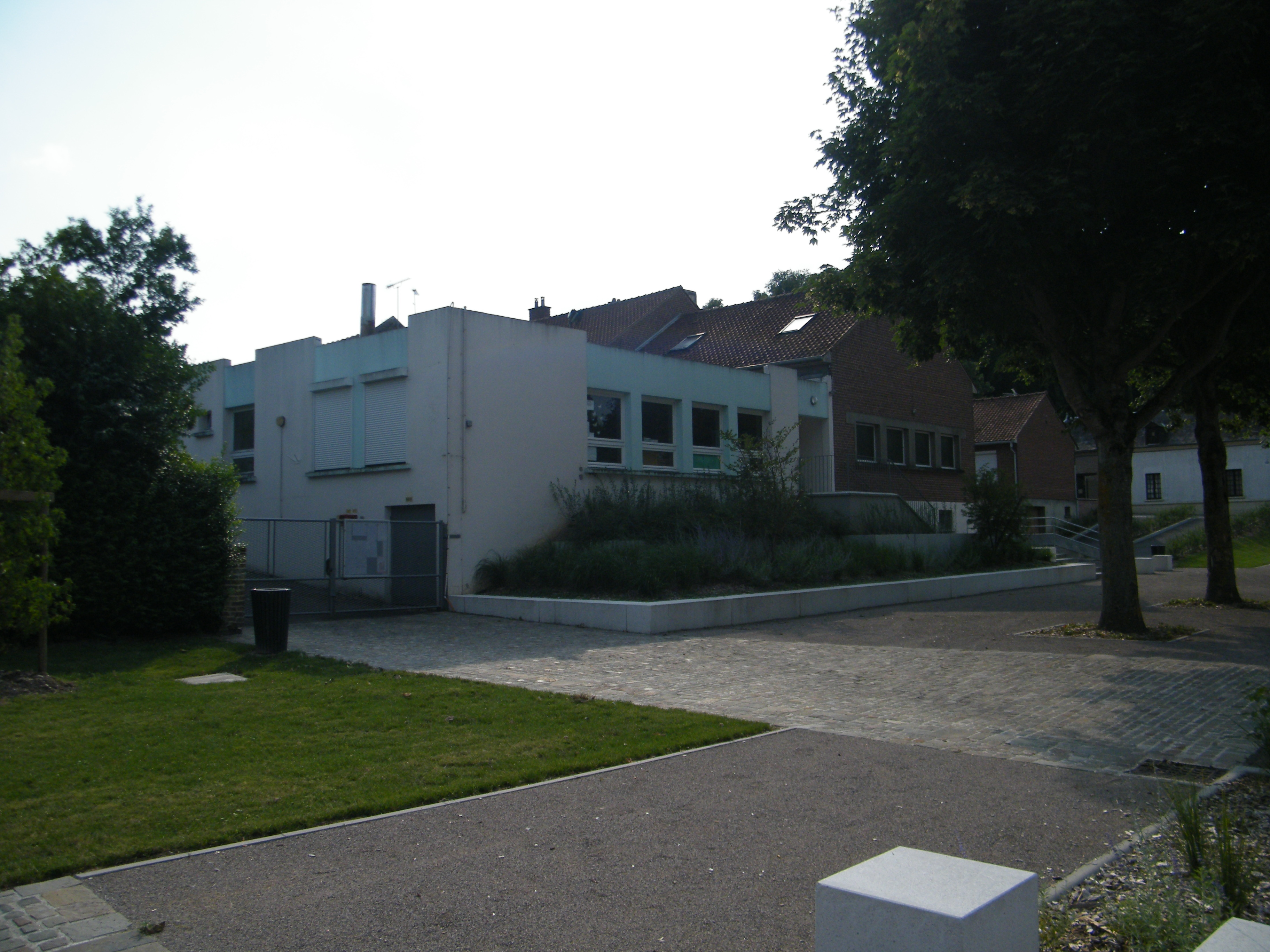
School in Ville-le-Marclet

## Geografie
De oppervlakte van Ville-le-Marclet bedraagt 8,9 km², de bevolkingsdichtheid is 53,8 inwoners per km².
De onderstaande kaart toont de ligging van Ville-le-Marclet met de belangrijkste infrastructuur en aangrenzende gemeenten.

## Demografie
Onderstaande figuur toont het verloop van het inwonertal (bron: INSEE-tellingen).